# Dietrich von Choltitz
Dietrich von Choltitz (Gräflich Wiese, Silesia, Alemania, 9 de noviembre de 1894-Baden-Baden, 5 de noviembre de 1966) fue el gobernador militar alemán de París durante los últimos días del dominio nazi en la capital (julio y agosto de 1944). Alcanzó fama por desobedecer la orden de Hitler de destruir casi todos los monumentos de París en caso de que las tropas germanas no pudieran conservar la ciudad durante esta etapa final de la guerra.

## Biografía

### Carrera militar
Participó en la Primera Guerra Mundial como teniente del Reichsheer y después de la contienda continuó prestando servicios en el Reichswehr de la República de Weimar. Ascendiendo en el escalafón militar, llegó a mayor en 1934 y a teniente coronel en 1938. Al mando de un regimiento de infantería destacó en la invasión de Holanda de 1940 y en la invasión de la Unión Soviética, especialmente en la toma de Sebastopol en 1942, tras lo cual fue ascendido a mayor general, y en 1943 a teniente general. Con este cargo asumió la jefatura de la guarnición alemana en París a inicios de 1944.
Después del atentado fallido contra Hitler del 20 de julio de 1944, fue llamado al Wolfsschanze para sustituir al general Carl-Heinrich von Stülpnagel (implicado en el complot) como comandante de las tropas alemanas en París, con las órdenes precisas de no ceder la ciudad sin luchar casa por casa y no entregarla sin arrasarla, minando los puentes sobre el río Sena y otras zonas estratégicas, así como algunos palacios y monumentos. Choltitz recibió la instrucción directa de Hitler de dinamitar toda la ciudad para evitar que cayera intacta en poder de las tropas estadounidenses, en su avance por el Frente Occidental hacia Alemania.

### La liberación de París
La guarnición de París en agosto de 1944 estaba compuesta por 20 000 hombres de la 325.ª División de Seguridad, dotados de más de un centenar de carros de combate (entre ellos, había varios Panzer VI Tiger), pero muchos de estos hombres pertenecían a servicios administrativos o auxiliares (sanidad, intendencia, espionaje, propaganda, mecánicos, etc.) de escaso valor combativo; incluso la mayor parte de los Tiger VI disponibles contaba con escasa munición para sostener un combate serio contra una ofensiva de las tropas aliadas. Para entonces, las mejores unidades de la Wehrmacht en el "Frente Occidental" habían sido destinadas a otros escenarios bélicos de Francia, pues la línea defensiva alemana estaba a punto de hundirse. De hecho, las tropas británicas y canadienses avanzaban hacia Ruan y las estadounidenses hacia Orleans y Chartres, acercándose cada vez más al río Rin.
En París, las noticias sobre las derrotas germanas pusieron en ebullición a la Resistencia, principalmente las FFI, Forces Françaises de l'Intérieur (Fuerzas Francesas del Interior) y la France Libre (Francia Libre), que formaban el Comité de Liberación Nacional (CLN). Una parte de los jefes de la Resistencia defendía proclamar la insurrección y atacar a la guarnición alemana para preparar el camino a las tropas aliadas, mientras que otros proponían esperar la llegada de los aliados al menos hasta los suburbios de la ciudad. El alto mando aliado liderado por el general estadounidense Dwight D. Eisenhower no tenía intención de atacar París de frente y arriesgarse a una larga batalla de desgaste contra los alemanes dentro de una gran ciudad (al estilo de Leningrado o Stalingrado), sino que tenía previsto sobrepasar la ciudad por el norte y el sur convergiendo en Reims y encerrando a la ciudad en una bolsa, recordando que, semanas antes en Italia, las tropas estadounidenses habían dejado escapar una gran masa de fuerzas alemanas al distraer esfuerzos en ocupar Roma.
Con el rápido avance aliado de la segunda semana de agosto y el desembarco en Provenza del 16 de agosto —que incluía el I y II Cuerpos de Ejército francés, denominados "Ejército B" y luego Ier. Ejército Francés, al mando del general Jean de Lattre de Tassigny—, en la capital francesa se precipitaron los acontecimientos. Mientras el CLN hacía llamamientos a la calma para preparar un levantamiento ordenado, los jefes de muchas formaciones resistentes anunciaron la insurrección inmediata. Los empleados administrativos se declararon en huelga; las comunicaciones ferroviarias fueron cortadas, el metro y el servicio de correos dejaron de funcionar. Los gendarmes franceses, que hasta entonces estaban al cargo del orden durante la ocupación alemana, desaparecieron de la circulación.
Finalmente en la ciudad estalló un levantamiento civil que se agravó con la entrada de los soldados de la Francia Libre y luego de los norteamericanos, quienes protagonizaron combates con la guarnición alemana de la ciudad, en tanto que Choltitz daba la orden expresa de rechazar por la fuerza la sublevación francesa, considerando que la guarnición alemana se bastaría por sí sola para esta misión. Del mismo modo, Choltitz autorizó que las unidades de la Gestapo y las SS aún presentes en París siguieran ejerciendo la represión nazi hasta el final. El avance de la 9.ª Compañía , conocida como "La Nueve" y formada por republicanos españoles en el exilio, integrada en la 2.ª División Blindada el 23 de agosto y reforzada por la 4.ª División de Infantería estadounidenses, cambió drásticamente la situación, ya que Choltitz se enfrentaba a una fuerza bélica regular, muy superior en disciplina y armas a los rebeldes de la Resistencia. Ello forzó a que, ese mismo día, Choltitz aceptara la rendición de sus fuerzas ante las tropas traídas por Leclerc, invocando entonces que había desobedecido una orden de Hitler para destruir París antes de entregarla.
Si bien en años posteriores, Choltitz fue aplaudido como «salvador de París» por negarse a cumplir las órdenes de Hitler para destruir la urbe (y así se insinúa en la novela ¿Arde París? de Larry Collins), las versiones de la Resistencia francesa rechazan esta imagen y niegan mérito alguno al militar alemán, considerando que Choltitz permaneció fiel a Hitler hasta el final y «mantuvo la represión contra los franceses hasta quedar sin alemanes que le obedeciesen», señalando que los fusilamientos y arrestos contra franceses se sucedieron hasta horas antes de la rendición alemana.
Tales versiones y memorias alegan además que Choltitz estuvo dispuesto a cumplir las órdenes de Hitler para la destrucción de la ciudad y colocó explosivos en sitios de importancia, pero sólo desobedeció al Führer cuando, a la tarde del 24 de agosto, consideró inútil luchar al estar perdida la batalla por París, siendo consciente Choltitz de que, al impedir la destrucción (y reclamar el crédito por ello), se evitaría posibles represalias y abusos de la Resistencia contra sus hombres y contra él mismo. Choltitz alegó en sus memorias que no ordenó fusilamientos ni arrestos en las últimas horas de la ocupación alemana y que rechazó la orden de «destruir París» porque ello habría sido «un acto malvado y vergonzoso contra una ciudad que es una cuna de cultura», además de que, tras reunirse semanas antes con Hitler en la Wolfsschanze, se convenció de que el líder nazi «había perdido la razón».
El 25 de agosto de 1944, Choltitz fue detenido por los españoles de la 2.ª División Blindada francesa y se rindió al general Philippe Leclerc, su comandante, solicitando, a cambio, que se respetase la vida de los soldados alemanes.

### Cautividad y posguerra
Una vez detenido, fue trasladado a Trent Park, en el norte de Londres, un campo de prisioneros para oficiales alemanes de alta graduación. La mayoría de las conversaciones de los prisioneros fueron grabadas sin que estos lo supieran.
Posteriormente fue trasladado al Campo Clinton, en Misisipi, hasta su liberación en 1947. Dietrich von Choltitz falleció en noviembre de 1966 debido a una larga enfermedad (enfisema pulmonar) en el hospital de la ciudad de Baden-Baden. Fue enterrado en el cementerio de esa ciudad alemana, en presencia de oficiales franceses de alta graduación. Baden-Baden había sido sede del comando de las fuerzas de ocupación francesas en Alemania.